# Kunstareal
Kunstareal (løst oversat til dansk: "kunstdistrikt") er et museumskvarter i centrum af München, Tyskland.

## Kunstområde
Kunstareal består af de tre "Pinakotheken"-museer (Alte Pinakothek, Neue Pinakothek og Pinakothek der Moderne), Glyptothek, Staatliche Antikensammlungen (begge museer er specialiserede i græsk og romersk kunst), Lenbachhaus, Museum Brandhorst (en privat samling af moderne kunst) og flere gallerier. Staatliche Sammlung für Ägyptische Kunst blev flyttet til Kunstareal i 2013. Museernes historie i dette område af München begyndte i 1816 med opførelsen af Glyptothek ved Königsplatz og blev afsluttet med den nye bygning til det egyptiske museum (2012) og udvidelsen af Lenbachhaus (2013).
Tæt på Pinakothek der Moderne ligger det nyklassiske Palais Dürckheim (konstrueret i 1842 – 1844), der til tider blev brugt til at bringe kunsten tættere på de besøgende, mens den tilstødende Türkentor (1826), porten til en nedrevet kongelig kaserne, skal blive til et displayvenue for midlertidig samtidskunst. Fra 2009 drøftes en generel projektplan for at sikre integrationen af de forskellige museumsbygninger og forbedre adgangen til kunstområdet fra den indre by.

## Museerne
Alte Pinakotheks monolitiske struktur indeholder en skattekiste af værker fra europæiske mestre mellem det 14. og 18. århundrede. Samlingen afspejler den eklektiske smag af Wittelsbach'erne gennem fire århundreder og er sorteret efter skoler beliggende på to spredte etager. Større udstillinger inkluderer Albrecht Dürers kristuslignende selvportræt, hans De fire apostle, Raphaels malerier Den hellige familie Canigiani og Madonna Tempi samt Peter Paul Rubens selvportræt Honeysuckle Bower og hans to-etagers høje Dommedag. Galleriet huser en af verdens mest omfattende Rubens-kollektioner. Madonna med barn er det eneste maleri af Leonardo da Vinci i et tysk galleri.
Neue Pinakothek er især berømt for sin omfattende samling af impressionistiske malerier fra Pierre-Auguste Renoir, Édouard Manet, Claude Monet, Paul Cézanne, Paul Gauguin, Edgar Degas, Vincent van Gogh og mange andre.
Pinakothek der Moderne forener Bayerns Statssamling af Moderne og Samtidskunst, Statssamlingen af Værker på Papir og Museet for Design og Anvendt Kunst med Müchens Tekniske Universitets Museum for Arkitetur i én bygning og betragtes som en af de vigtigste museer for moderne kunst i Europa. Det huser faktisk den største samling af industrielt design. Samlingen af værker på papir spænder fra mesterværker af Albrecht Dürer, Rembrandt, Michelangelo og Leonardo da Vinci til Paul Cézanne, Henri Matisse, Paul Klee og David Hockney. Det ejes af det nærliggende Staatliche Graphische Sammlung München, en verdenskendt samling af 400.000 tryk, graveringer og tegninger, der går tilbage til renæssancen. Samlingen af moderne kunst holder en stor gruppe af malerier af Pablo Picasso, Max Beckmann og af malere fra Die Brücke.
Før 1. verdenskrig arbejdede der Blaue Reiter-gruppen i München. Mange af deres værker kan nu ses på Lenbachhaus .
Det moderne Museum Brandhorst fokuserer på Andy Warhols og Cy Twomblys arbejde.
En vigtig samling af græsk og romersk kunst findes i Glyptothek og Staatliche Antikensammlung (Statssamlingen for Antikviteter. Ludvig 1 formåede at erhverve berømte stykker som Medusa Rondanini, Barberini Faun og figurerne fra Aphaea-templet på Égina. Den internationalt anerkendte samling af antik keramik er enestående. Museum für Abgüsse klassischer Bildwerke viser verdens mest berømte antikke græske og romerske skulpturer som gipsstøbninger.
Kunstareal blev yderligere forstærket ved færdiggørelsen af Staatliche Sammlung für Ägyptische Kunst (Egyptisk Museum). Dette museum viser udstillinger fra alle perioder i det gamle Egyptens historie, men også relieffer fra Assyrien og en løve fra Ishtar-porten i Babylon.
I nærheden af Kunstareal findes adskillige naturvidenskabelige museer i den bayerske stat, såsom Paläontologisches Museum München, det Geologiske Museum og Museum Reich der Kristalle som den offentlige del af "Mineralogische Staatssammlung Muenchen".

## Eksterne links
- Kunstareal München
- Reich der Kristalle (mineralmuseum) Arkiveret 25. juli 2020 hos  Wayback Machine

48°08′56″N 11°34′19″Ø / 48.14889°N 11.57194°Ø